# Клапа с мора
„Клапа с мора“ е клапа състав, който представя Хърватия на „Евровизия 2013“ с песента „Mižerja“.
Съставът се състои от 6 изпълнители, дошли от различни хърватски области и други 5 състава.
По време на тяхното изпълнение в полуфиналната нощ на конкурса членовете на „Клапа с мора“ носят традиционни костюми, обличани от състезатели на Синска алка. Остават в полуфиналния етап, не успявайки да се класират в челната десетка.
| В клапата     | Име           | От клапа     |
| ------------- | ------------- | ------------ |
| Първи тенор   | Марко Шкугор  | „Kampanel“   |
| Втори тенор   | Анте Галич    | „Sinj“       |
| Първи баритон | Никша Антица  | „Kampanel“   |
| Втори баритон | Леон Баталюку | „Crikvenica“ |
| Бас           | Ивица Влаич   | „Sebenico“   |
| Бас           | Боян Каведжия | „Grdelin“    |